# 蔡仁厚
蔡仁厚（1930年—2019年6月4日），生於江西省雩都縣。1970年起歷任中國文化大學、東海大學哲學系教授，2000年退休，2004年特聘為東海大學首屆榮譽教授。為新儒家第三代代表人物之一。
- 師承牟宗三，曾撰寫《牟宗三先生學思年譜》，並代表《牟宗三先生全集》編輯委員會撰寫總序。
- 著作等身，於中、港、台三地均有著作刊行，其中《王陽明哲學》、《孔孟荀哲學》並有韓文譯本出版。

## 學術專門領域
- 先秦儒學
- 宋明理學
- 中國哲學史

## 思想概述
- 對先秦儒家哲學知析論：主要是對孔子、孟子、荀子三家哲學之基本綱領義理，做統括性的疏導說明。
- 對宋明理學之講述：則分南、北宋到明代陽明學，體系性地加以講述。大體係延續 牟宗三《心體與性體》之脈絡，再加闡述辨析。
- 對中國哲學史之闡論：對於中國哲學之源流、特質、學術史之分期、研究方法、哲學思想之介紹、闡述、系統分判、發展路向均有論列。
- 對儒家學術與中國現代化之提倡：闡述儒家「民本、民貴」思想、「開物成務」、「格物致知」與現代民主、科學思想之連續性與貫通性。

## 專書著作
- 《家國時代與歷史文化》，1960，香港，人生
- 《孔門弟子志行考述》，1967，台北，商務
- 《儒家哲學與文化真理》，1971，香港，人生
- 《王陽明哲學》，1974，台北，三民
  - 1996，韓譯版印行，譯者黃甲淵
- 《宋明理學．北宋篇》，1977，台北，學生
  - 2009，簡體版，北京，吉林
- 《墨家哲學》，1978，台北，東大
- 《宋明理學．南宋篇》，1980，台北，學生
  - 2009，簡體版，北京，吉林
- 《新儒家的精神方向》，1982，台北，學生
- 《孔孟荀哲學》，1984，台北，學生
  - 1998，韓譯版印行，譯者千炳敦
- 《儒家思想的現代意義》，1987，台北，文津
- 《熊十力先生學行年表》，1987，台北，明文
- 《中國哲學史大綱》，1988，台北，學生
  - 2009，簡體版，北京，吉林
- 《儒家心性之學論要》，1990，台北，文津
- 《儒家的常與變》，1990，台北，東大
- 《中國哲學的反省與新生》，1994，台北，正中
- 《牟宗三先生學思年譜》，1996，台北，學生
- 《論語人物論》，1996，台北，商務
- 《孔子的生命境界》，1998，台北，學生
  - 2010，簡體版，北京，吉林
- 《牟宗三－中國歷代思想家叢刊》，1999，台北，商務
- 《蔡仁厚教授七十壽慶集》，1999，台北，學生
- 《哲學史與儒學評論》，2001，台北，學生
- 《新儒家與新世紀》，2005，台北，學生
- 《王學流衍：江右王門思想研究》（簡體），2006，北京，人民
- 《中國哲學史》 (上下冊)，2009，台北，學生
- 《儒學傳統與時代》（簡體），2010，河北，河北人民